# دنیا را می‌چرخانند (دختران)
«دنیا را می‌چرخانند» (به انگلیسی: Run the World (Girls)) تک‌آهنگی از هنرمند اهل ایالات متحده آمریکا بیانسه است که در سال ۲۰۱۱ میلادی منتشر شد. این تک‌آهنگ در آلبوم ۴ (آلبوم بیانسه) قرار داشت.